# Характерник (альбом)
«Характерник» — второй альбом украинской группы «Реанимация». Альбом выпущен 7 октября 2008 года, издателем является компания CD Maximum. Над обложкой альбома работал известный художник-оформитель Лео Хао. В качестве гостя на запись был приглашён Валерий Наумов из группы «Иван-Царевич» для вокала.

## Список композиций
1. Письмо — 5:32
2. Волк — 5:44
3. Моя земля — 6:13
4. Было время — 6:46
5. Козацька — 6:07
6. Я вернусь — 4:54
7. Проклятье Богов — 5:33
8. Характерник — 5:33
9. Последний рывок — 6:48
10. Король — 7:37